# Эртль, Ян
Ян Эртль (чеш. Jan Oertl, хорв. Ivan Oertl; 1827, Горни-Славков — 8 декабря 1889 года, Загреб) — хорватский виолончелист и музыкальный педагог чешского происхождения.
Окончил Пражскую консерваторию (1849), ученик Антона Трега. Несколько лет работал и преподавал в Вене, а в 1852 г. был приглашён в Загреб, где и провёл всю оставшуюся жизнь. Преподавал в Загребской академии музыки, основатель хорватской виолончельной школы; среди учеников Эртля, в частности, Юро Ткальчич. С 1870 г. также играл в оркестре Загребской оперы. Помимо игры на виолончели, Эртль был и профессором теории музыки, ему принадлежит первое хорватское учебное пособие по теории — «Общее теоретическое и практическое введение в науку о музыке» (хорв. Obćenita teoritično-praktična pripravna nauka glasbe; 1880).